# ذ العليب (الضليعة)
'

تعديل مصدري - تعديل

ذ العليب هي إحدى قرى عزلة الضليعة بمديرية الضليعة التابعة لمحافظة حضرموت، بلغ تعداد سكانها 133 نسمة حسب تعداد اليمن لعام 2004.